# Куньлунь
Куньлу́нь (устар. «Кунь-Лунь, Куэнь-Лунь»; кит. 昆仑山脉, уйг. كۇئېنلۇن تاغ تىزمىسى‎, тиб. ཁུ་ནུ་རི་རྒྱུད, Вайли: khu nu ri rgyud) — одна из крупнейших горных систем материковой Азии, расположена в Китае. Куньлунь простирается от Памира на западе до Сино-Тибетских гор на востоке, окаймляя Тибет с севера. Длина горной системы — более 3000 км, ширина — от 150 км на западе до 600 км на востоке. Высшие точки: Улугмузтаг (7723 м) в центре и Конгур (7719 м) в западной части. Естественными границами Куньлуня являются долина реки Яркенд на западе и Хуанхэ на востоке. Куньлунь является северной границей Тибетского нагорья. В центральной части гор расположен хребет Аркатаг (хребет Пржевальского); далее на восток — Бокалыктаг. Через перевал Куньлуньшанькоу пролегает дорога в Тибет и в 2006 году открыт железнодорожный Куньлуньский тоннель. По имени горной системы назван клуб Континентальной хоккейной лиги «Красная Звезда Куньлунь» из Пекина.
Более старые источники используют название «Куньлунь» для обозначения горного хребта, проходящего через Центральный Китай (то есть современные горы Алтын-Таг, горы Циляньшань и Циньлин). Сейчас Куньлунем принято называть горы, окаймляющие с юга бассейн Тарима, которые затем идут на восток, южнее Алтынтага.

## Этимология
Название упоминается в IV—III веках до н. э. По мнению В. А. Никонова, означает «луковые горы» за обилие дикорастущего лука по склонам и окрашивающего их в разные цвета, преимущественно в голубой. Е. М. Поспелов, в свою очередь, считает, что этимология утрачена, а объяснение как «луковые горы» всего лишь попытка осмысления непонятного названия.

## География

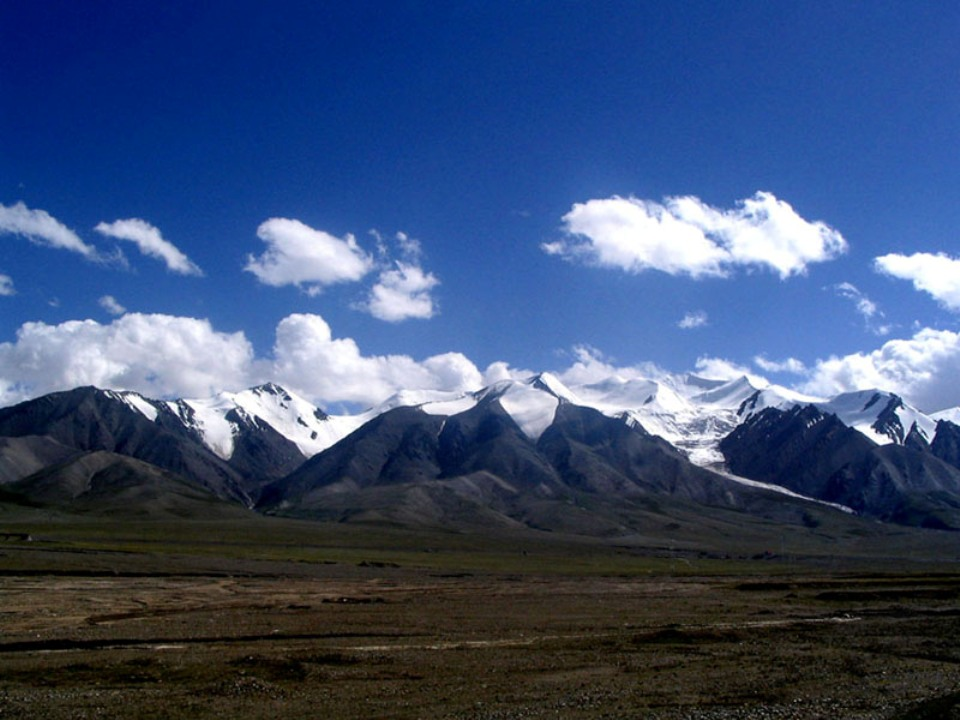
Куньлунь

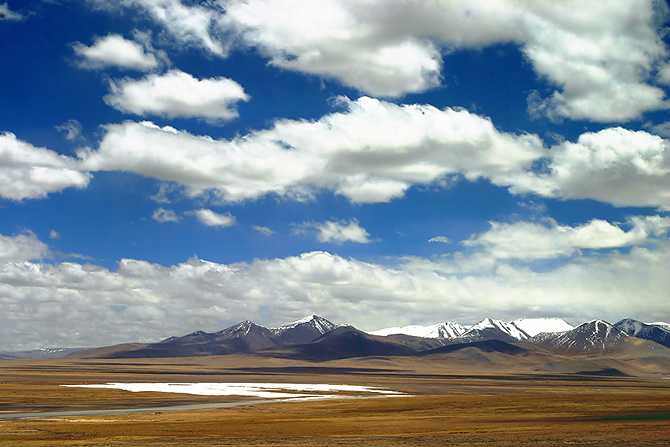
Горы Куньлунь в провинции Цинхай

Куньлунь идёт от Памира в Таджикистане на восток (вдоль границы с Китаем) между Синцзян-Уйгурским и Тибетским автономными районами и доходит до Сино-Тибетских гор в провинции Цинхай. Куньлунь простирается вдоль южной границы бассейна реки Тарим, рядом с пустынями Гоби и Такла-Макан. В горах Куньлунь берёт начало много крупных рек, включая Каракаш (Чёрная нефритовая река) и Юрункаш (Белая нефритовая река).
На севере от Куньлуня ответвляются два горных хребта — Алтынтаг и Циляньшань; на юге — Миньшань и горы Баян-Хар, которая является водоразделом между бассейнам рек Янцзы и Хуанхэ.

## Геология
Куньлунь образовался в результате столкновения в позднем триасе (ок. 250 млн лет назад) Киммерийской плиты с континентом Лавразия, в результате чего был уничтожен океан Палеотетис. Горы состоят из метаморфических и кристаллических горных пород с вкраплениями гранита палеозойского периода.
Внутренние котловины Куньлуня сложились гораздо позднее — около 26 млн лет назад. На их рельеф в значительной степени повлияли землетрясения, вызванные вулканами горной системы.

### Вулканы Куньлуня
На Куньлуне расположено около семидесяти пирокластических конусов, однако они не считаются вулканами и потому не входят в список вулканов мира. Фактически, это самое высокое вулканическое образование в Азии (5808 метров над уровнем моря), хотя официально пальму первенства держит Демавенд. Также это второе по высоте вулканическое образование в восточном полушарии (после Килиманджаро). Последнее известное извержение произошло 27 мая 1951 года. Большинство из вулканов Куньлуня расположены на плато Губайлык.

## Мифология

Нефритовые чертоги богини Си-ван-му на берегу Яшмового озера (с картины эпохи поздней Мин)

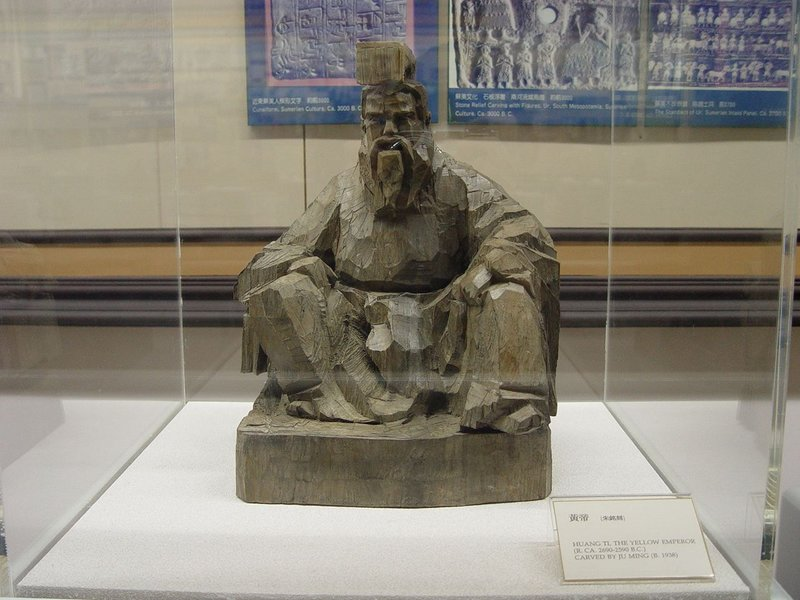
Хуан-ди

Куньлунь в мифологии древних китайцев — священная гора на окраине земли. Считалось, что высота Куньлуня — более 7000 метров, и из него берёт начало Хуанхэ.
Путь к Куньлуню преграждали различные опасности — огнедышащие горы и волшебная вода, однако, после их прохождения человек попадал в Даосский рай. Первым, кто оказался там, стал император Му-Ван (976—922 гг до н.э) из династии Чжоу.
На горе располагалась нижняя столица небесного правителя Шан-ди, в которой были висячие сады (сюаньпу), нефритовый пруд (яочи), нефритовый источник (яошуй).
В результате смешения образов Хуан-ди и Шан-ди появилось представление о Куньлуне как о столице Хуан-ди, окружённой нефритовой стеной. Внутри, окружённый ещё пятью стенами, стоял дворец Хуан-ди. Возле дворца рос чудесный колос высотой в 4 чжана (около 12 метров). Также на Куньлуне жила богиня Си-Ван-Му, владычица Запада.
После распространения буддизма Куньлунь стали считать местом слияния неба и земли. На самой вершине Куньлуня днём пряталась луна, а ночью — Солнце.

## Изучение Куньлуня

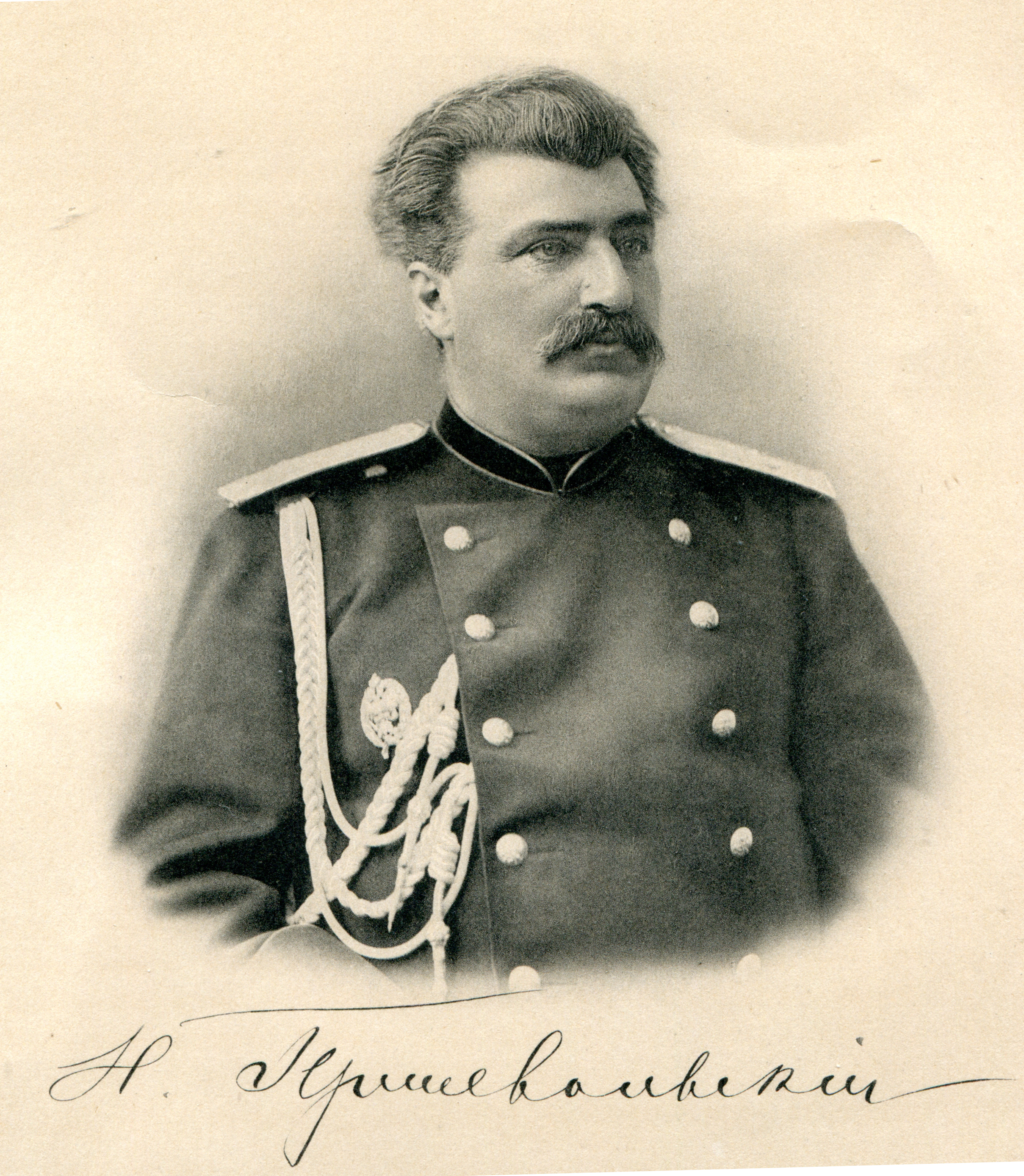
Николай Михайлович Пржевальский

Первым европейцем, узнавшем о Куньлуне, стал Марко Поло. В 1275 году он во время экспедиции в Китай дошёл до провинции Ганьсу.
Более или менее систематизированные сведения о горной системе были получены от итальянского миссионера-иезуита И. Де-Зидери в 1716 году, а также от французских католических миссионеров Э. Гюка и Ж. Габэ в 1844 году.
Среди русских путешественников и учёных на Куньлуне побывали:
- Н. Пржевальский (1870—1885)[12]
- Г. Потанин (1889—1890)[12]
- Братья Владимир и Григорий Грум-Гржимайло (1889—1890)[12]
- Б. Громбчевский (1888—1890)[12]
- М. Певцов (1889—1890)[12]
- В. Обручев (1892—1894)[12]

## Климат
Климат резко континентальный, сухой. Летом пыльные бури.
Средняя температура января — в предгорьях не ниже −9°С, наверху — до −35°С. Средняя температура июля — в предгорьях +25°С, в высокогорьях — до +10°С.
В среднем в год выпадает 50 мм осадков, в горах — 800 мм, при этом до 4/5 из них приходится на лето.

## Галерея

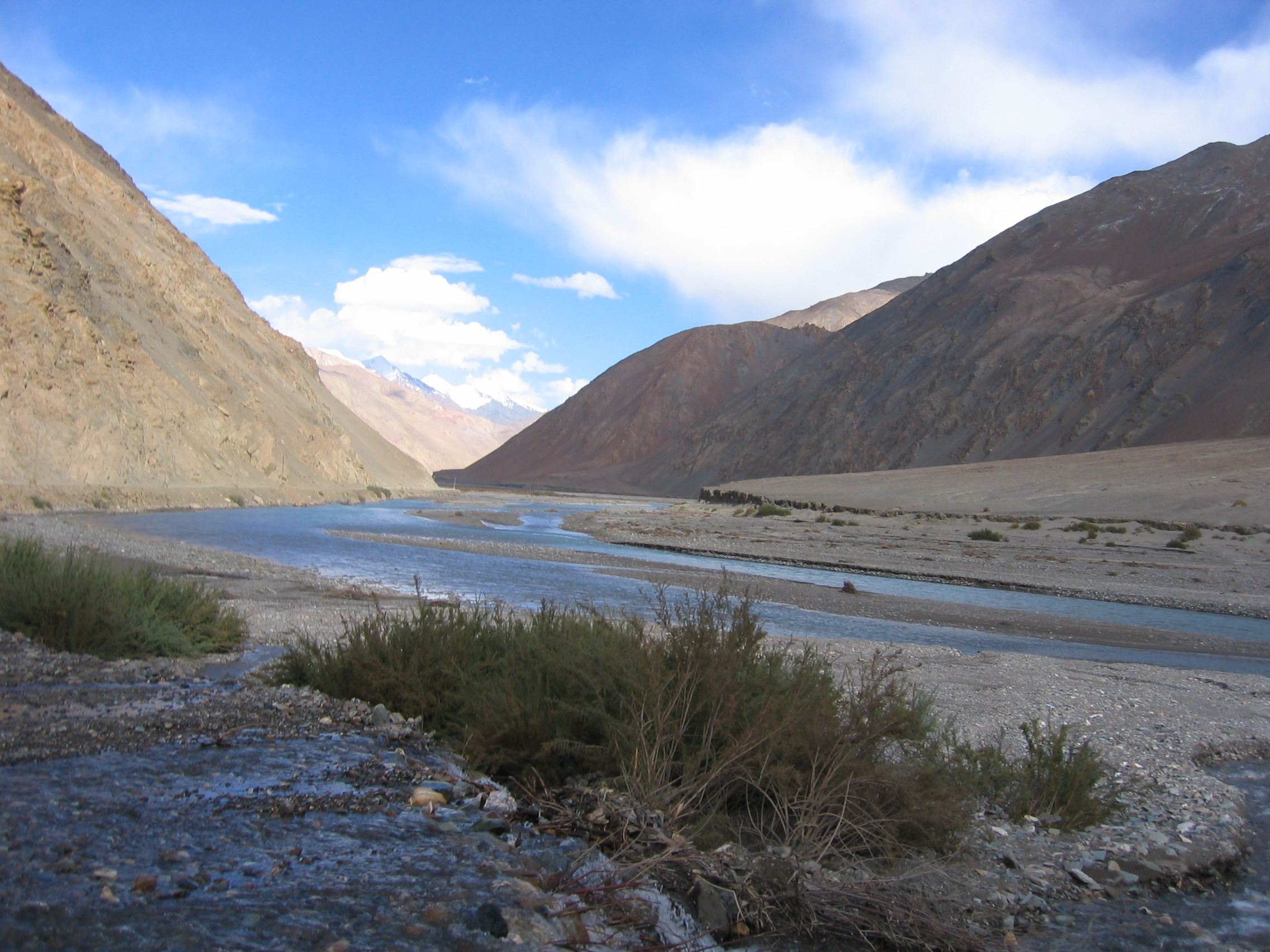
Река Каракаш в западном Куньлуне
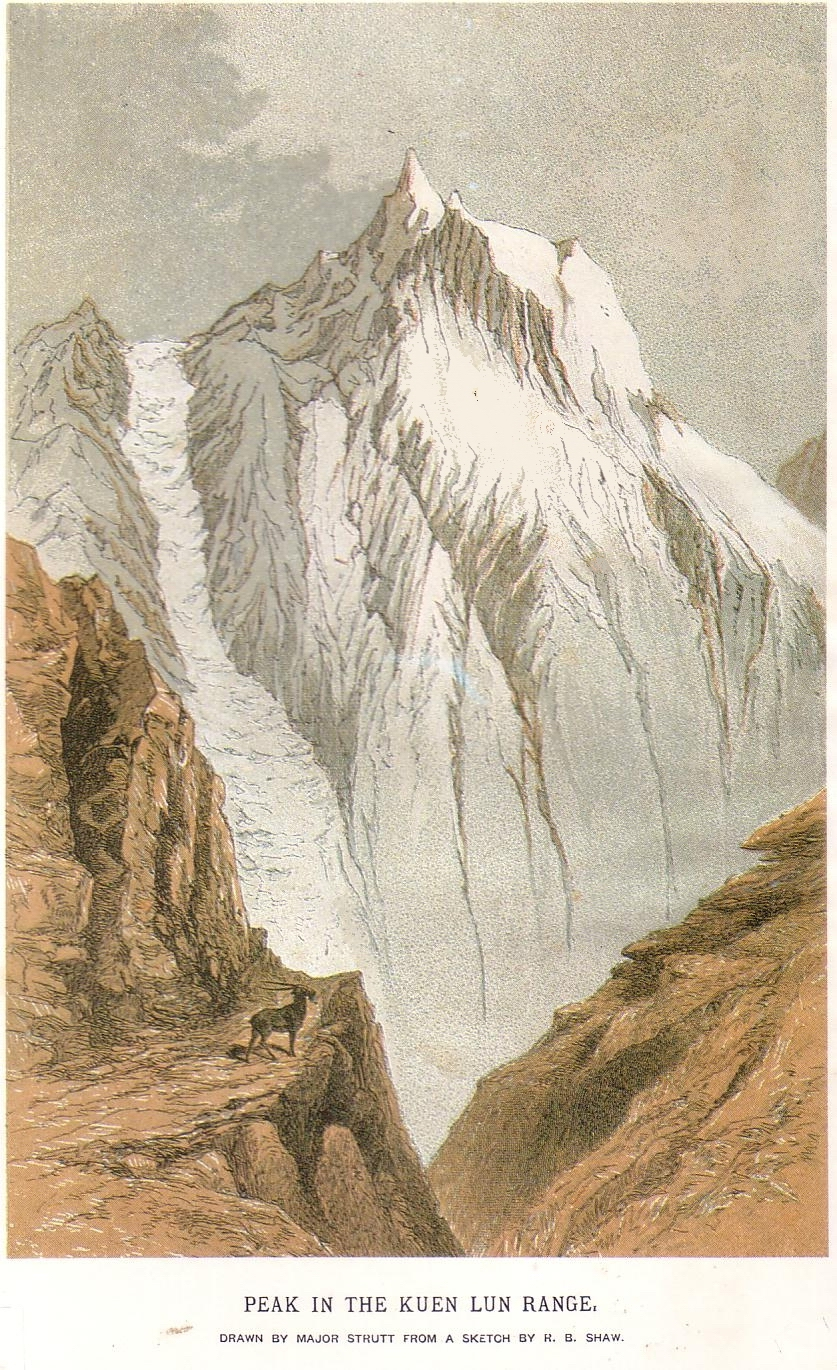
Одна из Куньлуньских гор (рисунок)
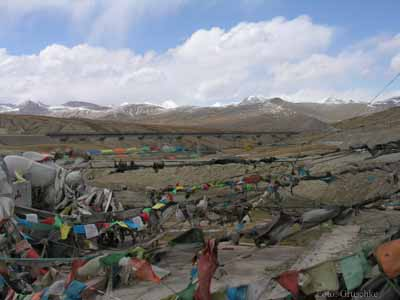
Перевал Куньлунь[англ.] (картина)
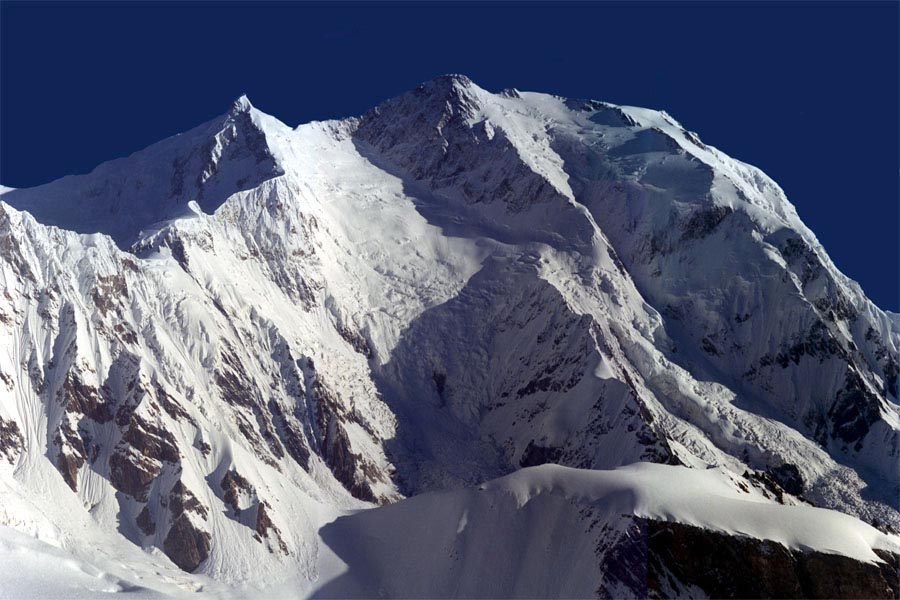
Южная сторона горы Конгур
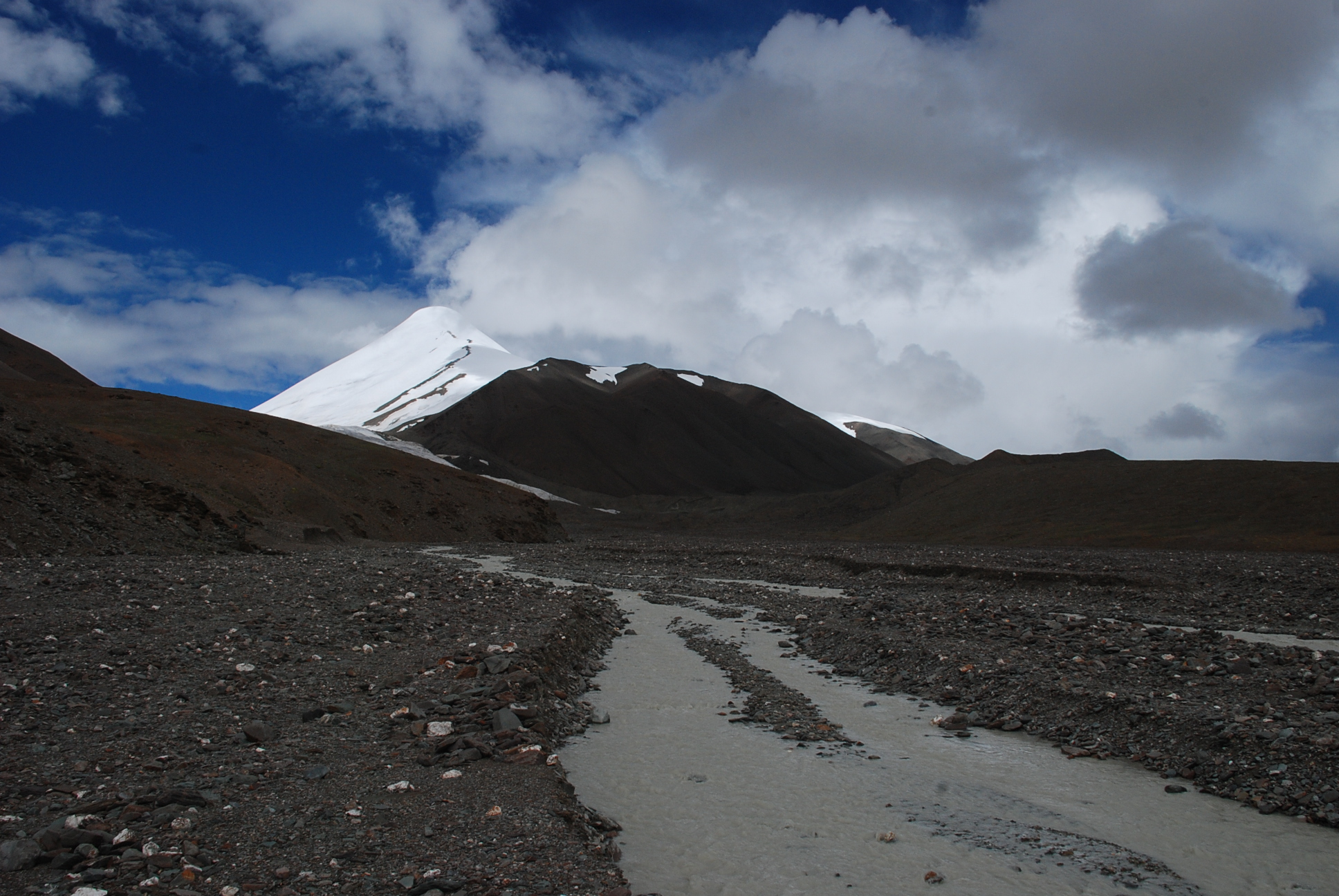
Гора Юйчжу[англ.] в восточной части хребта Бокалыктаг